# بوسنس
بوسنس (به سوئدی: Bosnäs) یک منطقهٔ مسکونی در سوئد است که در بخش بوروس واقع شده‌است. بوسنس ۰٫۴۷ کیلومتر مربع مساحت و ۳۰۸ نفر جمعیت دارد.